# Moider-Gletscher
Der Moider-Gletscher (englisch für Verwirrungsgletscher) ist ein Gletscher auf der Pourquoi-Pas-Insel vor der Fallières-Küste des Grahamlands auf der Antarktischen Halbinsel. Er fließt in westlicher Richtung in die Ostseite der Dalgliesh Bay.
Das UK Antarctic Place-Names Committee benannte ihn 1980 in Anlehnung an die Benennung des benachbarten Perplex Ridge.